# Universitas Kristen Satya Wacana
Universitas Kristen Satya Wacana (UKSW) – indonezyjska uczelnia prywatna w Salatidze (prowincja Jawa Środkowa). Została założona w 1956 roku jako Perguruan Tinggi Pendidikan Guru Kristen Indonesia.